# Civitas Ulpia Sueborum Nicrensium

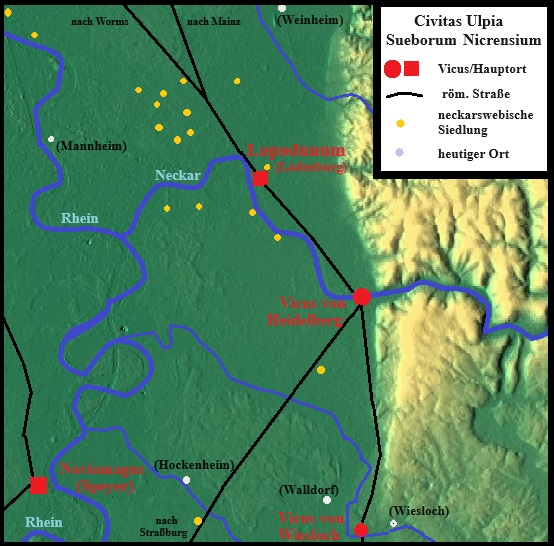
Unterer Neckar mit den neckarsuebischen Siedlungsstellen

Die Civitas Ulpia Sueborum Nicrensium war eine Verwaltungseinheit (Civitas) im rechtsrheinischen Teil der römischen Provinz Germania superior (Obergermanien) im Bereich der heutigen Kurpfalz. Benannt wurde sie nach dem dort angesiedelten germanischen Stamm der Neckarsueben. Hauptort war Lopodunum, das heutige Ladenburg.

## Name

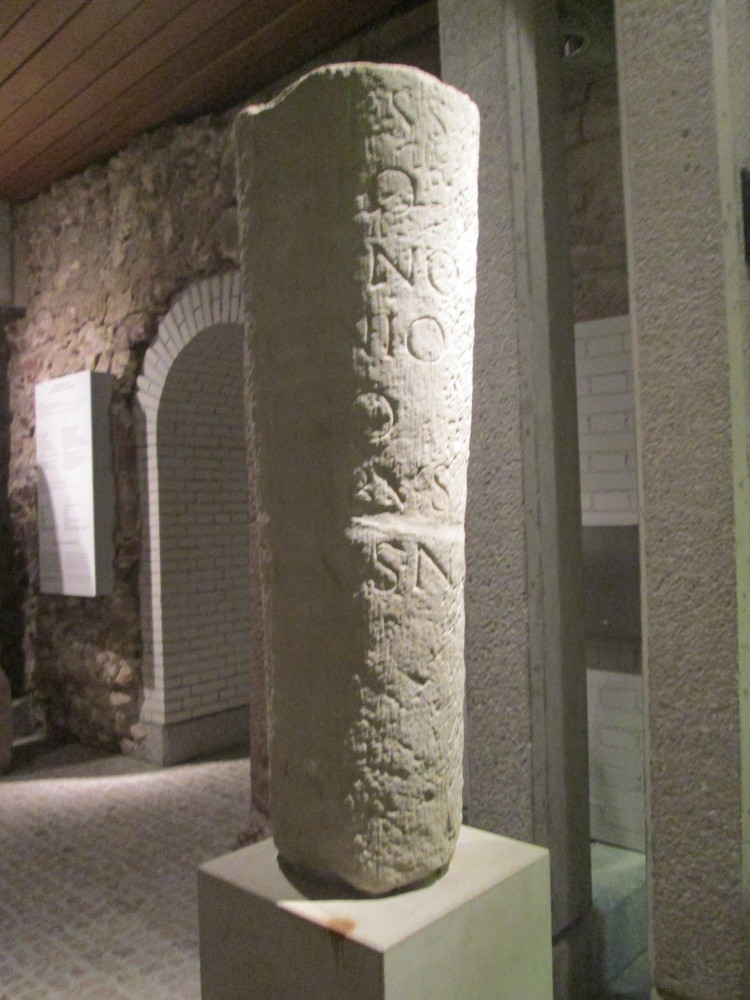
Leugenstein mit der Abkürzung CVSN (unten)

Den Beinamen Ulpia erhielt die Gebietskörperschaft zu Ehren des Kaisers Trajan (regierte 98–117 n. Chr.), der bürgerlich Marcus Ulpius Traianus hieß.
Auf Steininschriften wird die Civitas meist mit CSN oder CVSN abgekürzt, daher war der Name lange Zeit unklar. Karl Zangemeister erkannte 1893 einen Zusammenhang dieser Buchstabenfolge mit der in Frankreich (Aubigny, Département Saône-et-Loire) gefundenen Grabinschrift einer Tertinia Florentina, civis Suebae nicretis, also „Tertinia Florentina, Bürgerin/Stammesangehörige der Neckarsueben“. Daraus schloss Zangemeister, dass die Abkürzung CVSN zu „Civitas Ulpia Sueborum Nicretum“ aufgelöst werden müsse. Erst 1990 korrigierte Michael P. Speidel dies zu „Nicrensium“.

## Geographie
Der Grenzen der Verwaltungseinheit sind völlig unbekannt. Aufgrund der Leugensteine, die in Ladenburg und Heidelberg gefunden wurden, kann lediglich die Strecke zwischen diesen beiden Orten als gesichert zur Civitas gehörig angesehen werden. Ebenso sind sich die Historiker einig, dass der Rhein die westliche Grenze zur Civitas Vangionum und zur Civitas Nemetum bildete.
Egon Schallmayer vermutet die südliche Grenze im Bereich von Bruchsal und geht davon aus, dass der Vicus Stettfeld noch zur Civitas Ulpia Sueborum Nicrensium gehörte. Diese Annahme beruht auf den Fund einer Weiheinschrift eines Florentinius Quintianus, welcher ein in Heidelberg stationierter Veteran der cohors XXIV Voluntariorum war. Südlich davon befand sich die Civitas Aurelia Aquensis und/oder eine Gebietskörperschaft mit dem Hauptort Portus (Pforzheim).
Im Norden lag die Civitas Auderiensium und im Osten die Civitas Alisinensium. Inwiefern der spätere Lobdengau geographisch mit der Civitas identisch ist, wurde unter Fachkreisen lange diskutiert. Möglicherweise war die Weschnitz für beide Einheiten die nördliche Grenze. Wahrscheinlich war die civitas insgesamt aber flächenmäßig weitläufiger und eine institutionelle Kontinuität zwischen beiden Verwaltungseinheiten kann aufgrund der zeitlichen Differenz kaum angenommen werden.

## Geschichte
Rechts des Rheins wurden im Vorfeld der Reichsgrenze zwischen 16 und 74 n. Chr. mit römischer Duldung germanische Volksgruppen angesiedelt. Insbesondere im Neckarmündungsbereich sind die sogenannten neckarsuebischen Siedlungsgemeinschaften archäologisch gut nachweisbar. Als Foederaten übernahmen sie Milizaufgaben zur Sicherung der römischen Grenze.
In Heidelberg und in Ladenburg wurden um das Jahr 70 n. Chr. Kastelle errichtet. Das Heidelberger Kastell wurde um das Jahr 135 aufgegeben, Ladenburg schon um 116. Aus den beiden zugehörigen Lagerdörfern entstanden stadtähnliche Siedlungen. Ebenso wurde die Straße von Lopodunum nach Argentoratum (Straßburg) bei Waghäusel-Wiesental mittels eines Kastells (Kastell Wagbach) gesichert, welches eine ungefähre Besatzungsstärke einer Zenturie aufwies und westlich davon ein Lagerdorf entstehen ließ. Das Kastell wurde Anfang des 2. Jahrhunderts aufgegeben. Zwischen 100 und 120 entstand eine neue Militärstraße zwischen Mogontiacum (Mainz) und Augusta Vindelicum (heute Augsburg). Dieser Weg führte unter anderem durch Heidelberg und überquerte hier den Neckar.
Unter Kaiser Trajan wurde das Siedlungsgebiet der Neckarsueben in eine eigenständige Verwaltungseinheit mit dem Namen Civitas Ulpia Sueborum Nicrensium umgewandelt. Die genaue Datierung dieser Neugründung ist unklar, allerdings sprechen einige Details für eine Verortung in den Jahren nach 106.
Inwiefern die Region von den Germaneneinfällen ab Mitte des 3. Jahrhunderts betroffen war, ist nicht sicher geklärt. Der Bau der Lopodunumer Stadtmauer wird in die Zeit um 230 oder kurz danach datiert und steht vermutlich mit diesen Ereignissen in Zusammenhang. Der Truppenabzug und damit die formale Aufgabe des rechtsrheinischen Gebiets erfolgte mit dem sogenannten Limesfall um das Jahr 260. Kurz darauf finden sich archäologische Siedlungsspuren von germanischen Stämmen in Ladenburg. Im 4. Jahrhundert kam der Ort nochmals kurzfristig unter römischen Militäreinfluss.

## Bevölkerung
Die germanischen Suebi Nicretes waren namensgebend für die Civitas. Sie wurden im 1. Jahrhundert vor der Reichseingliederung im Vorraum der römischen Grenze unter Billigung angesiedelt. Schon Anfang des 2. Jahrhunderts zeigen die archäologischen Funde einen Wandel von germanischen hin zu römischen Formen und zeugen damit von einer Romanisierung der Neckarsueben. Ein Siedlungsschwerpunkt lag im Umfeld von Ladenburg und Mannheim. Auf dem Heiligenberg bei Heidelberg bestand ein Kultkomplex, zu dem man drei Inschriften des germanischen Gottes Mercurius Cimbrius fand.
Nichtsdestotrotz bestand die Bevölkerung nicht nur aus Germanen und dürfte recht heterogen gewesen sein. Aus Inschriften ist bekannt, dass vornehmlich aus dem östlichen Gallien Menschen einwanderten. Ein Grabstein belegt, dass ein Mediomatriker namens Mogetio eingewandert und im Alter von 70 in der Nähe der heutigen Ortschaft Leimen gestorben ist. Bezeugt ist auch die Verehrung des keltischen Gottes Visucius in Hockenheim und in Heidelberg, darunter auch eine Weiheinschrift eines Decurio der Civitas.

## Wirtschaft
Zwischen Wiesloch und Nußloch befand sich ein römisches Bergwerk mit Zinkabbau. Zink wurde insbesondere für die Bronzeindustrie benötigt. Nach dem Limesfall lässt sich eine plötzliche Reduktion des Zinkanteils in den römischen Bronzefunden feststellen, weshalb dem Bergwerk zu dieser Zeit eine größere Bedeutung zugemessen wird.
In Heidelberg existierten regional bedeutende Töpfereien. In Ladenburg wird unter anderem eine Bildhauerwerkstatt vermutet.